# Iota Horologii b
Iota Horologii b (ι Hor b / ι Horologii b), spesso catalogato come  HR 810 b, è un pianeta extrasolare distante approssimativamente 50 anni luce nella costellazione dell'Orologio (Horologium in latino). Iota Horologii b ha una di 6,2 volte quella gioviana e orbita in 320 giorni circa, nella zona abitabile della propria stella madre.

## Scoperta
La scoperta di Iota Horologii b fu il risultato di una lunga indagine di quaranta stelle considerate gemelle del sole iniziata nel novembre 1992. Il pianeta rappresenta la prima scoperta di un pianeta extrasolare con il telescopio ausiliario Coudé da 1,4 metri oggi decommissionato presso l'osservatorio di La Silla in Cile.
Le osservazioni rilevarono un periodo orbitale di 320,1 giorni, implicando un pianeta orbitante con una massa minima di 2,26 masse gioviane.
Iota Horologii b fu il primo pianeta trovato da una squadra di cacciatori di pianeti guidato da Martin Kürster nell'estate del 1998.
L'orbita di rivoluzione è moderatamente allungata. Se fosse collocata all'interno del nostro sistema solare si estenderebbe da appena fuori l'orbita di Venere (a 117 milioni di km o 0,78 unità astronomiche dal sole) fino ad appena fuori l'orbita della Terra (a 162 milioni di km o 1,08 UA). Poiché il pianeta è almeno 720 volte più massivo della Terra si prevede che Iota Horologii b sia un gigante gassoso simile al pianeta Giove.
Dato che Iota Horologii è più giovane del Sole, l'annuncio di un disco protoplanetario causò diverse speculazioni riguardo all'ipotesi che il pianeta fosse ancora sottoposto a un bombardamento di detriti.
Inizialmente analisi astrometriche di Iota Horologii b suggerirono che il pianeta potesse avere una massa fino a 24 volte quella di Giove, con un'inclinazione di 5.5 gradi sul piano dell'eclittica. Tuttavia queste misure furono in seguito provate essere utili solo per stabilire un limite superiore alle misure. 
Nel 2022 è stato possibile stimare la massa reale del pianeta in poco più di 6 volte quella di Giove.